# Odile Ahouanwanou
Odile Ahouanwanou (* 5. Januar 1991 in Savalou) ist eine beninische Leichtathletin, die sich auf den Siebenkampf sowie den 100-Meter-Hürdenlauf spezialisiert hat, jedoch auch in anderen Disziplinen nationale Rekordhalterin ist.

## Sportliche Karriere
Ahouanwanous internationales Debüt erfolgte bei den Afrikameisterschaften 2012 in Porto-Novo, Benin. Sie nahm am Siebenkampf teil und wurde mit 4983 Punkten Sechste, mit 941 Punkten Rückstand auf die Goldmedaillengewinnerin. Ahouanwanous beste Resultate in den Einzeldisziplinen waren vierte Plätze im Speerwurf und Kugelstoßen. Bei den Olympischen Sommerspielen nahm sie im 100-Meter-Hürdenlauf teil. Mit 14,76 s war sie im sechsten Vorlauf Achte der neun Starterinnen und erreichte damit einen neuen beninischen Landesrekord.
Ahouanwanous nächster großer Wettbewerb war die Teilnahme den Afrikameisterschaften 2014 in Marrakesch, bei denen sie im Siebenkampf mit 4309 Punkten insgesamt Achte wurde. Sie wurde Erste im Kugelstoßen und im Speerwurf, jedoch im 100-Meter-Hürdenlauf disqualifiziert. 2015 nahm Ahouanwanou im Siebenkampf an den Afrikaspielen in Brazzaville teil und gewann dort mit 5734 Punkten die Silbermedaille hinter der Nigerianerin Uhunoma Osazuwa. Im Kugelstoßen und im Speerwurf erreichte sie die beste Leistung aller Teilnehmerinnen, beim 200-Meter-Lauf wurde sie Zweite, im Hochsprung Vierte, im 100-Meter-Hürdenlauf Fünfte, Siebte im 800-Meter-Lauf und Achte beim Weitsprung.
Beim 10. TNT Express Meeting 2017 im tschechischen Kladno verbesserte sie ihren Landesrekord auf 6131 Punkte und übertraf damit erstmals die 6000-Punkte-Marke. Anschließend siegte sie bei den Islamic Solidarity Games 2017 in Baku im Hürdensprint in 13,55 s und wurde im Kugelstoßen mit 14,79 m Fünfte. Zudem belegte sie bei den Spielen der Frankophonie in Abidjan mit 14,78 m Rang vier. Mit ihren Leistungen qualifizierte sie sich für die Weltmeisterschaften in London, bei denen sie mit 6020 Punkten den 19. Platz belegte. Im Jahr darauf gewann sie bei den Afrikameisterschaften in Asaba mit 5999 Punkten die Goldmedaille und stellte zudem im Weitsprung mit 5,94 m einen neuen Landesrekord auf. 2019 nahm sie erneut an den Afrikaspielen in Rabat teil, belegte dort mit 13,77 m ursprünglich den vierten Platz im Kugelstoßen und wurde im Hochsprung mit 1,70 m Elfte. Im Nachhinein wurde aber die einstige Siegerin im Kugelstoßen, Oyesade Olatoye, wegen einer verpassten Frist bei einem Nationswechsel disqualifiziert und damit die Bronzemedaille Ahouanwanou zugesprochen. Zudem schied sie im Hürdensprint mit 14,42 s im Vorlauf aus. Durch ihren Sieg bei den Afrikameisterschaften 2018 erhielt sie eine Wildcard für die Weltmeisterschaften. Bei diesen steigerte sie mit 6210 ihren eigenen Landesrekord ein weiteres Mal und belegte den achten Platz. 2021 erreichte sie mit 5824 Punkten Rang 16 beim Hypo-Meeting in Götzis und wurde anschließend mit neuem Landesrekord von 6274 Punkten Zweite beim Mehrkampf in Ratingen. Über die Weltrangliste qualifizierte sie sich für die Olympischen Sommerspiele in Tokio, bei denen sie mit 6186 Punkten auf Rang 16 gelangte.
2022 wurde sie beim Hypomeeting in Götzis mit 6173 Punkten Achte und kurz darauf belegte sie bei den Afrikameisterschaften in Port Louis mit 14,93 m den vierten Platz im Kugelstoßen. Zudem verteidigte sie im Siebenkampf ihren Titel mit 5756 Punkten. 2024 siegte sie mit 5616 Punkten bei den Afrikaspielen in Accra sowie im Juni mit 5777 Punkten bei den Afrikameisterschaften in Douala. 

## Persönliche Bestleistungen
- 100 m Hürden: 13,25 s (+1,2 m/s), 19. Juni 2021 in Ratingen
- 200 m: 23,85 s (+0,7 m/s), 4. August 2021 in Tokio
- 800 m: 2:20,45 min, 18. Januar 2017 in Kladno
- Hochsprung: 1,79 m, 20. März 2024 in Accra
- Weitsprung: 6,07 m (+0,1 m/s), 20. Januar 2021 in Ratingen
- Dreisprung: 11,29 m (−1,3 m/s), 8. September 2018 in Ostrava
- Kugelstoßen: 15,79 m, 19. Juni 2021 in Ratingen
- Speerwurf: 48,02 m, 20. Juni 2021 in Ratingen
- Siebenkampf: 6274 Punkte, 20. Juni 2021 in Ratingen

in der Halle:
- 60 m: 7,74 s, 20. Januar 2018 in Val-de-Reuil
- 60 m Hürden: 8,29 s, 3. Februar 2018 in Mondeville
- 800 m: 2;24,42 min, 24. Januar 2021 in Aubière
- Hochsprung: 1,78 m, 22. Januar 2018 in Eaubonne
- Weitsprung: 6,09 m, 24. Januar 2021 in Aubière
- Kugelstoßen: 15,10 m, 24. Januar 2021 in Aubière
- Fünfkampf: 4461 Punkte, 24. Januar 2021 in Aubière